# Parifodynerus septentrionalis
Parifodynerus septentrionalis är en stekelart som beskrevs av Borsato 1996. Parifodynerus septentrionalis ingår i släktet Parifodynerus och familjen Eumenidae. Inga underarter finns listade i Catalogue of Life.